# 盛唐幻夜
《盛唐幻夜》（英語：An Oriental Odyssey），2018年中国大陆古装剧，故事背景为唐朝。由吴倩、郑业成、张雨剑、董琦领衔主演，腾讯视频于2018年10月18日首播，台灣於LINE TV與LiTV 線上影視同步首播。

## 播出时间
| 频道         | 所在地   | 播映日期       | 播出时间                | 备注                  |
| ------------ | -------- | -------------- | ----------------------- | --------------------- |
| 腾讯视频     | 中国大陆 | 2018年10月18日 |                         |                       |
| LINE TV      | 臺灣     | 2018年10月18日 | 每週四五六21點播出兩集  |                       |
| KKTV         | 臺灣     | 2018年10月18日 | 每週四五六21點播出兩集  |                       |
| 愛奇藝台灣站 | 臺灣     | 2018年12月8日  | 全集看，VIP會員跳廣告   |                       |
| MCOT HD      | 泰國     | 2021年6月20日  | 每週六~日 14:05 - 15:55 | ศึกไข่มุกสวรรค์แห่งแดนบูรพา |

## 剧情大纲
故事發生在盛唐時期的洛陽，戶部侍郎千金葉遠安好打抱不平，於一起花魁被謀殺案中，誤打誤撞，結識英勇的捕頭趙瀾之。兩人攜手破案，相識相知。葉遠安自集市救一個身份神秘且失憶的男子，取笑命名為木樂(穆樂)，收作家僕馬奴，豈料一根筋的穆樂對自己絕對忠誠，漸漸萌發愛戀、痴念。在羅天洞、景王府等案件中，三人配合緊密，屢破奇案，並挫敗隱藏於這些案件背後的國師天橋奪取至寶九星念珠的陰謀。天橋之徒明慧郡主愛上瀾之，以遠安性命脅迫瀾之成親。遠安倍感失落，賭氣要嫁穆樂，卻被穆樂誤會。穆樂傷心之餘，發現自己竟是異域落難王子，於是盜走刻有奇門異術的九星天珠，回國復仇。遠安和趙瀾之、明慧追踪而來，四人攜手平定了禍亂，他們也因此找到了真愛所在。

## 演员列表

### 主要演员
| 演員   | 角色       | 介紹 | 配音   |
| 吴倩   | 叶远安     | 户部侍郎长女。天生叛逆喜欢冒险。行侠仗义遊走江湖，有时单纯冲动，对朋友家人无比忠诚。與鬼市救下并收为家奴的穆乐暗中生情，却因幼稚任性、單純，而經常误会丛生，但也因此無意中創造了破案契機。曾倾慕大英雄赵澜之。 | 李诗萌 |
| 郑业成 | 穆乐/ 阿嬰 | 身份神秘、天赋异禀性子單純，被远安救下收为叶府马奴，後遭奸人陷害被逐出葉府，終因誤解消除，回歸遠安旗下。对远安情根深种。                                                                                       | 原声   |
| 张雨剑 | 赵澜之     | 洛阳县衙捕头，大理寺少卿，正义王法第一，破案无数，屡立奇功。本來與遠安互相傾慕，後為了遠安的性命安全，與郡主成親。                                                                                             | 赵毅   |
| 董琦   | 明慧       | 郁王府郡主，国师天桥高徒，足智多谋，手段奇出。幫師父暗自收集天珠。 |        |

### 其他演员
| 演員   | 角色       | 介紹 | 配音   |
| 袁文康 | 陈天樞     | 國師天橋師弟，於師父圓寂時，與師兄強搶天珠，後而失蹤。其實被葉遠安暗中收留於葉家地庫，且喚其為"樞樞"，多次協助遠安、趙瀾之破案 | 张磊   |
| 刘天佐 | 天桥       | 與師弟天樞同為三藏大師徒弟，因幫天皇、天后獻計立功，晉升為國師。為集齊四散天珠，處處密謀他人。 |        |
| 于明加 | 武则天     | 於十三縣鄉民作亂一案中，牽涉其中，為撫慰受害鄉民，一方派員善後，一方處置作惡官員。 | 阎萌萌 |
| 王仁君 | 唐高宗     | |        |
| 田丽   | 拓月皇后   | |        |
| 李智楠 | 裴贤雅     | 與姜忍、瀾之於安南戍邊沙場結為義兄弟，因傷重以阿芙蓉緩解病痛致而上癮，後接受如月贈予的天珠得以康復，於大婚時慘遭姜忍再次陷害。 |        |
| 黄征   | 郁王       | |        |
| 印小天 | 唐三藏     | |        |
| 何云伟 | 泥古       | 曾於穆樂遊蕩市集時，誘騙其陪同，四處犯案(只為贖出風塵女)。 |        |
| 宋奕星 | 水月/ 小可 | 南景王之孫女，與明慧郡主青梅竹馬，也與遠安相識。曾於市集上發生意外被穆樂相救，而對穆樂產生愛慕，見穆樂性情單純，趁機作弄，以此要脅後續相會之時，為得到穆樂，設計讓遠安放穆樂自由。當穆樂改跟隨水月後，才發現水月是當初與其陷身於奴隸營的小可。小可這才供出幕後內情。 | 張喆   |
| 陳詩穎 | 丹朱       | 原為封印紅龍的神木，因被靈溪帶出，以致紅龍無人看守，祭祀當天，紅龍現身，紅龍的血與阿嬰王子的血融合，導致阿嬰在憤怒時都會變成紅龍 |        |

## 电视原声带
| 曲序 | 曲目             | 演唱   |
| ---- | ---------------- | ------ |
| 1.   | 如初（宣传曲）   | 刘一祯 |
| 2.   | 解爱（主题曲）   | 张玮   |
| 3.   | 叹相思（片尾曲） | 阿兰   |
| 4.   | 一爱执守（插曲） | 马栗   |
| 5.   | 无恙（插曲）     | 刘文杰 |
| 6.   | 幻夜（插曲）     | 金志文 |
| 7.   | 漫游（插曲）     | 金莎   |
| 8.   | 暮雪凉（插曲）   | 吴倩   |